# Стівен Біґен
Стівен Едвард Біґен (англ. Stephen Edward Biegun; нар. 30 березня 1963, Детройт, Мічиган, США) — американський бізнесмен та дипломат, заступник держсекретаря США (21 грудня 2019 — 20 січня 2021). Був спеціальним представником США у Північній Кореї (23 серпня 2018 — 21 грудня 2019), віцепрезидентом міжнародних справ «Ford Motor Company», співробітником Ради національної безпеки, а також радником з національної безпеки сенатора Білла Фріста.

## Життєпис

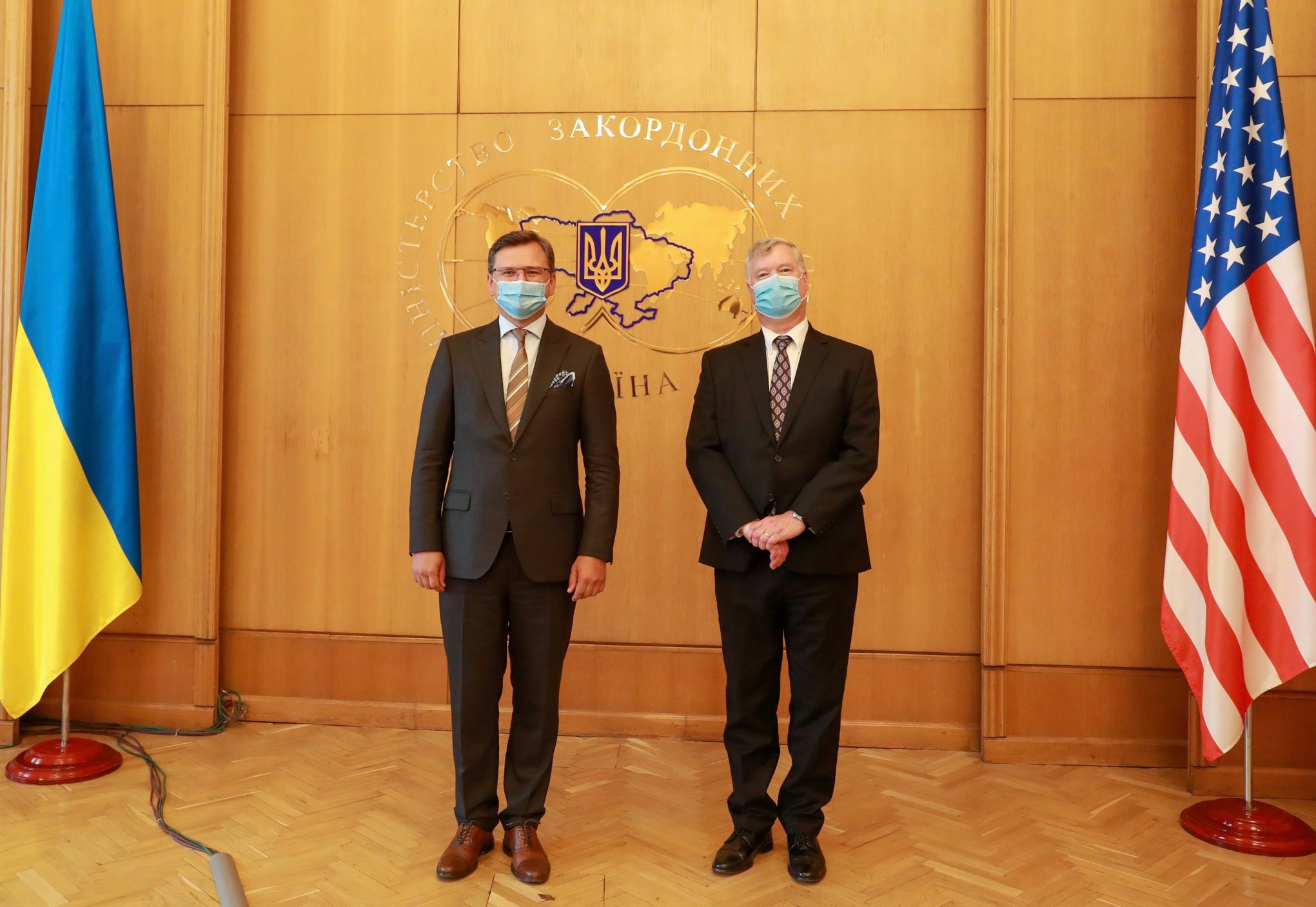
Стівен Біґен під час зустрічі з міністром закордонних справ України Дмитром Кулебою. Київ, Україна, 26 серпня 2020 року

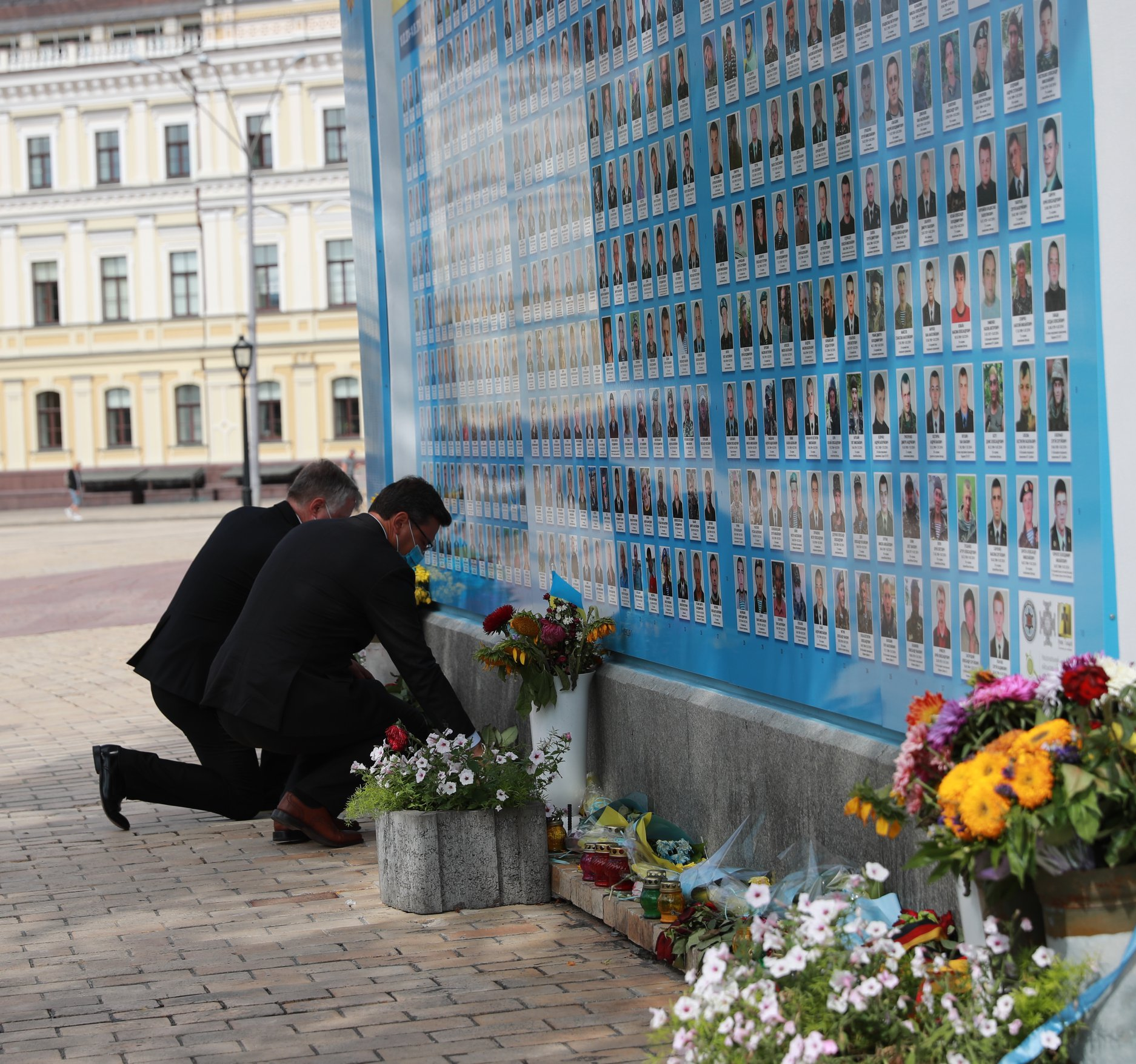
Стівен Біґен з міністром закордонних справ України Дмитром Кулебою кладуть квіти до Стіни пам'яті загиблих за Україну. Київ, Україна, 27 серпня 2020 року

Стівен Біґен здобув ступінь бакалавра в Мічиганському університеті у 1984 році.
Був директором Міжнародного республіканського інституту з 1992 по 1994 рік.
23 серпня 2018 року державний секретар США Майк Помпео призначив Стівена Біґена спеціальним представником США у Північній Кореї.
19 грудня 2019 року кандидатуру Стівена Біґена було запропоновано на посаду заступника державного секретаря США і Сенат США схвалив її. За проголосувало 90 сенаторів, троє були проти.
21 грудня 2019 року Стівен Біґен склав присягу та приступив до виконання обов'язків заступника держсекретаря США.
З 24 по 27 серпня Стівен Біґен відвідав Київ у рамках дипломатичної місії. Стівен Біґен заявив, що США продовжуватимуть підтримувати Україну, яка працює над реалізацією мрій тих, хто стояв на Майдані та хто продовжує захищати Україну.